# Fellegi Tamás (újságíró)
Fellegi Tamás (Budapest, 1930. március 10. – Budapest, 2015. május 15.) magyar újságíró, szerkesztő, rendező.

## Pályája
A második világháború alatt vaskereskedő édesapjának elkobozták a vagyonát, munkaszolgálatra hívták be, deportálták, és meg is ölték.
Fellegi Tamás pályája 1948-ban az MTI újságíró gyakornokaként indult. Még gyakornok volt, amikor kinevezték az akkor alakult kulturális rovat élére, később pedig a belpolitikai rovat vezetője lett.
1952-ben a Magyar Rádióhoz helyezték, ahol a mai Krónika elődjénél kezdett, majd a Nők félórája műsorhoz került. Egy év után jelentős műsorokat csinálhatott (a vasárnapi Épülő Szép Hazánk és a keddi és pénteki Tegnaptól-holnapig).
1955-ben, miután Földes Pétert eltávolították, a hírszerkesztőség helyettes vezetőjévé nevezték ki. 1957 januárjában azonban felfüggesztették a forradalom alatti „ellenséges” magatartása miatt, majd fegyelmivel elbocsátották.
Nyolc hónapig munkanélküli volt, ekkor a Budapest Filmstúdiónál kapott munkát, Benke Valéria ajánlására. Szerkesztő lett, később szerkesztő-rendező, majd főszerkesztő-helyettes.
1963-ban a Magyar Rádió és Televízióhoz hívták. 1964-ben megszervezte az intézmény kulturális rovatát. Ez a rovat készítette a Barangolás című műsort, a római olimpia idején pedig a Szellemi Olimpia című vetélkedő sorozatot.
Ő alapította a Szórakoztató- és Zenei Főosztályt, amely olyan műsorokat készített, mint a Nyílik a rózsa, a Röpülj Páva, az Aranypáva, a Táncdalfesztivál, a Nemzetközi Karmesterverseny, a TV bérlet (hangversenysorozat), a Zenés TV Színház és a Jó estét Magyarország.

## Magánélete
Lánya Mária, fia a politológus-politikus-üzletember Fellegi Tamás.

## Tagságai
- Televíziós Művészek Társaságának (alapító tag)
- MÚOSZ
- Filmművész Szövetség
- Mozgókép Rendezők Céhe

## Munkái

### Rendezőként
- Nyári szünet (1963)
- Hólabda (1963)
- Szeptember végén… (1963)
- Nemcsak a Balaton van a világon (1964)
- Szellemi Olimpia – vetélkedő sorozat (1964)
- A kultúra történelemkönyvéből: Balázs Béla, Madách Imre, Szerb Antal (1964)
- Lear Király – színházi közvetítés (Nemzeti Színház + riport, 1964)
- Belépés csak TV nézőknek – Mosonyi utca (1964)
- Belépés csak tévénézőknek – BRFK (1964)
- A parancs – Pécsi Balett (1964)
- Prometheus – Pécsi Balett (1965)
- Partok és kikötők – riportfilm Rostockról (1965)
- Szerencsés hajózást – zenés szórakoztató műsor  (1965)
- Tizenkét szék – vetélkedő sorozat (1969-70)
- Szilveszter – (1971)
- Odüsszeusz – Hofi Géza (1973)
- Fekete-fehér –Budapest vetélkedő sorozat
- Ötszemközt – sorozat (riporter: Vitray Tamás)

### Szerkesztő, író, dramaturg
- Közbejött apróság – Pongrácz Zsuzsa-Bednai Nándor
- Könnyű kis gyilkosság – Rényi Tamás
- Nyomozók társasága – (2 epizód) magyar-francia koprodukció, Rényi Tamás (1970)
- Sólyom a sasfészekben – (4 részes) Szőnyi G. Sándor
- Az aranykesztyű lovagjai – (4 részes) Keleti Márton (1968)
- Jókai: Vasrács – Rényi Tamás (1971)
- Ebédeljen nálunk – sorozat, Csenterics Ágnes
- Enter – sorozat, Csenterics Ágnes (1992-1994)
- Közös úton - egy hazában – sorozat, Csenterics Ágnes (2001)